# Tmarus separatus
Tmarus separatus är en spindelart som beskrevs av Banks 1898. Tmarus separatus ingår i släktet Tmarus och familjen krabbspindlar.
Artens utbredningsområde är Panama. Inga underarter finns listade i Catalogue of Life.